# Tchuo-ťiang
Tchuo-ťiang (čínsky znaky 沱江) je řeka v ČLR (S’-čchuan). Je 623 km dlouhá. Povodí má rozlohu 27 500 km².

## Průběh toku
Pramení ve východním předhůří Východotibetských pohoří. Protéká Sečuánské pánvi, přičemž vytváří peřeje. Ústí zleva do Jang-c’-ťiangu u města Lu-čou.

## Vodní režim
Průměrný průtok vody činí 450 m³/s. V létě se hladina může zvedat až o 20 m

## Využití
Využívá se na zavlažování. Leží na ní města Nej-Ťiang, Fu-šun a při ústí Lu-čou.